# عبد العزيز بنيج
عبد العزيز بنيج (مواليد 8 أكتوبر 1965) لاعب كرة قدم مغربي محترف سابق، شغل مركز خط الوسط. خلال مسيرته، شارك في 34 مباراة دولية مع المنتخب المغربي.
خلال موسم 2012-2013 وفي أوائل 2014، عمل بنيج مديرا فنيا للنادي العربي القطري. في عام 2015، تم تعيينه مدرب رئيسيا للمنتخب القطري للسيدات. يشغل حاليا مُحلّلا في شبكة قنوات بي إن سبورتس.

## روابط خارجية
- عبد العزيز بنيج على موقع قاعدة بيانات كرة القدم.إي يو (الإنجليزية)
- عبد العزيز بنيج على موقع عالم كرة القدم.نت (الإنجليزية)
- عبد العزيز بنيج على موقع كووورة